# 安八温泉

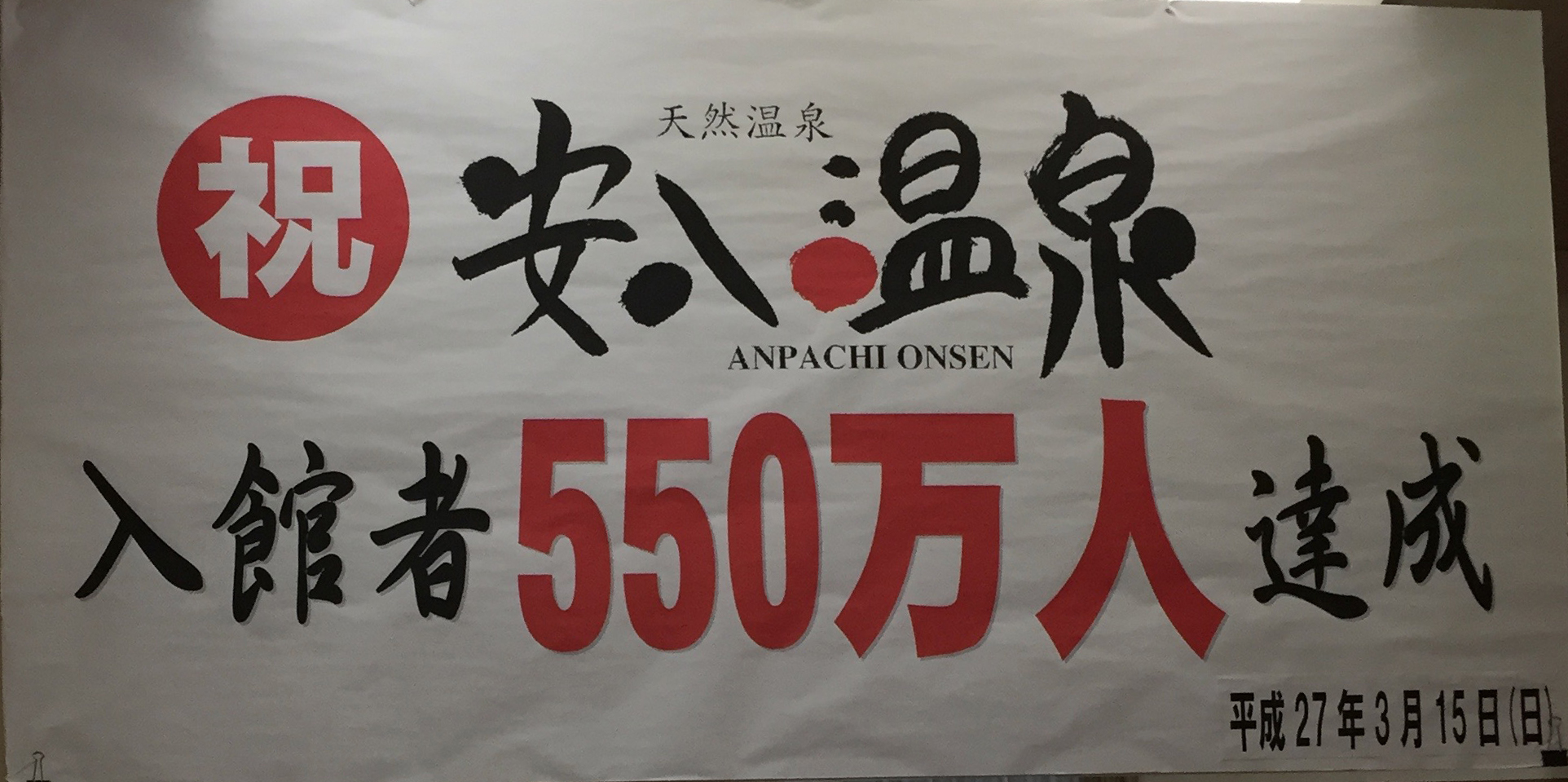
550万人来館記念垂れ幕

安八温泉（あんぱちおんせん）は、岐阜県安八郡安八町にある温泉。

## 概要
安八町の施設の一つ。介護予防施設として作られた健康ふれあいドームと併設されている。安八温泉保養センターとしてドームと温泉は一括管理されている。

## 泉質
- ナトリウム塩化物温泉
- 源泉温度：30.2°C（調査時における気温7.8°C）
- 一般適応症：神経痛、筋肉痛、関節痛、五十肩、運動麻痺、関節のこわばり、うちみ、くじき、慢性消化器病、疾病、冷え性、病後回復期、疲労回復、健康増進等
- 泉質別適応症：きりきず、やけど、慢性皮膚炎、虚弱児童、慢性婦人病
- 一般禁忌症：急性疾患
- 泉質別禁忌症：特になし

※ 泉質については館内掲示の平成24年1月11日発行の温泉分析書より引用

## 温泉施設
内湯、露天風呂、かけ湯、壷湯、ジャグジー

## 沿革
- 1990年（平成2年）10月 - 開館。
- 2000年（平成12年）3月24日 - リニューアルオープン。
- 2002年（平成14年） - 介護予防施設として健康ふれあいドームを併設。
- 2008年（平成20年）12月27日 - 入館者400万人達成。
- 2012年（平成24年）10月1日 - 再リニューアルオープン。
- 2013年（平成25年）2月11日 - 入館者500万人達成。
- 2015年（平成27年）3月15日 -入館者550万人達成。

※ 沿革については安八温泉保養センターホームページより引用

## アクセス
- 自動車：JR東海・東海道新幹線 岐阜羽島駅より約10分[1]。名神高速道路 岐阜羽島ICより約10分[1]。名神高速道路 大垣ICより約15分[1]。